# Lista de episódios de Sofia the First
Princesinha Sofia é uma série de animação americana produzida pelo Disney Junior. A série estreou em 18 de novembro de 2012 com um especial de uma hora e estreou oficialmente em 11 de janeiro de 2013. A série se passa no mundo mágico de Encântia, e conta a história de uma jovem aventureira que deve aprender a se adaptar à vida da realeza, depois de se tornar uma princesa da noite para o dia, graças ao casamento da sua mãe com o rei.

## Resumo
| Temporada | Temporada | Episódios | Exibição original      | Exibição original       | Exibição no Brasil     | Exibição no Brasil     | Exibição em Portugal   | Exibição em Portugal  |
| Temporada | Temporada | Episódios | Estreia de temporada   | Final de temporada      | Estreia de temporada   | Final de temporada     | Estreia de temporada   | Final de temporada    |
| --------- | --------- | --------- | ---------------------- | ----------------------- | ---------------------- | ---------------------- | ---------------------- | --------------------- |
|           | Piloto    | Piloto    | 18 de novembro de 2012 | 18 de novembro de 2012  | 2012                   | 2012                   | 2012                   | 2012                  |
|           | 1         | 24        | 11 de janeiro de 2013  | 14 de fevereiro de 2014 | 2013                   | 2014                   | 2013                   | 2014                  |
|           | 2         | 29        | 7 de março de 2014     | 12 de agosto de 2015    | 23 de outubro de 2014  | 7 de novembro de 2015  | 2014                   | 8 de novembro de 2015 |
|           | 3         | 28        | 5 de agosto de 2015    | 31 de março de 2017     | 14 de novembro de 2015 | 27 de maio de 2017     | 2015                   | 2017                  |
|           | 4         | 26        | 28 de abril de 2017    | 8 de setembro de 2018   | 7 de julho de 2017     | 25 de novembro de 2018 | 12 de setembro de 2017 | 22 de março de 2019   |

## Episódios

### Piloto (2012)
| # (série) | # (temp.) | Título                                                                        | Dirigido por   | Escrito por  | Exibição original      | Audiência (em milhões) |
| --------- | --------- | ----------------------------------------------------------------------------- | -------------- | ------------ | ---------------------- | ---------------------- |
| —         | —         | "Princesinha Sofia: Era Uma Vez (BR)" "Sofia the First: Once Upon a Princess" | Jamie Mitchell | Craig Gerber | 18 de novembro de 2012 | 5.20                   |

### 1ª Temporada (2013-14)
| # (série) | # (temp.) | Título                                                                                                | Escrito por                     | Exibição original       | Audiência (em milhões) |
| --------- | --------- | --- | ------------------------------- | ----------------------- | ---------------------- |
| 1         | 1         | "Só um dos Príncipes (BR) Só Para Príncipes (PT)" "Just One of the Princes"                           | Craig Gerber                    | 11 de janeiro de 2013   | 2.70                   |
| 2         | 2         | "A Festa do Pijama (PT/BR)" "The Big Sleepover"                                                       | Erica Rothschild                | 18 de janeiro de 2013   | 2.14                   |
| 3         | 3         | "A Caverna dos Duendes (BR) O Segredo da Gruta (PT)" "Let the Good Times Troll"                       | Doug Cooney                     | 25 de janeiro de 2013   | 2.10                   |
| 4         | 4         | "O Aprendiz de Cedric (PT/BR)" "Cedric's Apprentice"                                                  | Craig Gerber                    | 1 de fevereiro de 2013  | 2.20                   |
| 5         | 5         | "Bagunça Real (BR) Uma Confusão Real (PT)" "A Royal Mess"                                             | Laurie Israel e Rachel Ruderman | 8 de fevereiro de 2013  | 2.49                   |
| 6         | 6         | "A Princesa Tímida (PT/BR)" "The Shy Princess"                                                        | Erica Rothschild                | 22 de fevereiro de 2013 | 2.60                   |
| 7         | 7         | "O Coelho da Fita Azul (PT/BR)" "Blue Ribbon Bunny"                                                   | Craig Gerber                    | 15 de março de 2013     | 2.01                   |
| 8         | 8         | "A Prova de Princesa (BR) O Teste de Princesa (PT)" "The Princess Test"                               | Laurie Israel e Rachel Ruderman | 12 de abril de 2013     | 1.88                   |
| 9         | 9         | "O Dia de Folga de Baileywick (PT/BR)" "Baileywick's Day Off"                                         | Doug Cooney                     | 26 de abril de 2013     | 1.55                   |
| 10        | 10        | "O Piquenique dos Três Reinos (PT/BR)" "Tri-Kingdom Picnic"                                           | Laurie Israel e Rachel Ruderman | 17 de maio de 2013      | 1.69                   |
| 11        | 11        | "A Bruxinha (BR) A Pequena Feiticeira (PT)" "The Little Witch"                                        | Erica Rothschild                | 31 de maio de 2013      | 1.73                   |
| 12        | 12        | "Voando para Tangu (BR) Duas Para Tangu (PT)" "Two to Tangu"                                          | Erica Rothschild                | 14 de junho de 2013     | 2.18                   |
| 13        | 13        | "Achando Clover (BR) Encontrar Clover (PT)" "Finding Clover"                                          | Craig Gerber e Doug Cooney      | 28 de junho de 2013     | 2.66                   |
| 14        | 14        | "O Amuleto de Avalor (PT/BR)" "The Amulet of Avalor"                                                  | Laurie Israel e Rachel Ruderman | 12 de julho de 2013     | 2.68                   |
| 15        | 15        | "As Amarelinhas (BR) As flores (PT)" "The Buttercups"                                                 | Doug Cooney                     | 2 de agosto de 2013     | 2.95                   |
| 16        | 16        | "Abram Passagem para Fada Urtiga (BR) Não se Metam com a Sra. Ortiga (PT)" "Make Way for Miss Nettle" | Erica Rothschild                | 23 de agosto de 2013    | 2.21                   |
| 17        | 17        | "O Amuleto e o Hino (PT/BR)" "The Amulet and the Anthem"                                              | Matt Boren                      | 13 de setembro de 2013  | 2.16                   |
| 18        | 18        | "Chá para Gente Demais (BR) Chá para Muitos (PT)" "Tea for Too Many"                                  | Doug Cooney                     | 27 de setembro de 2013  | 1.50                   |
| 19        | 19        | "Princesa Borboleta (PT/BR)"                                                                          | Erica Rothschild                | 11 de outubro de 2013   | 1.78                   |
| 20        | 20        | "A Grande Aventura (BR) Grande Tia-Ventura (PT)" "Great Aunt-Venture"                                 | Carter Crocker                  | 25 de outubro de 2013   | 1.73                   |
| 21        | 21        | "O Padeiro Rei (BR) O Rei Pasteleiro (PT)" "The Baker King"                                           | Laurie Israel e Rachel Ruderman | 8 de novembro de 2013   | 1.81                   |
| 22        | 22        | "Um Palácio na Água (BR) O Palácio Flutuante (PT)" "The Floating Palace"                              | Craig Gerber                    | 24 de novembro de 2013  | 4.70                   |
| 23        | 23        | "Feriado em Enchantia (BR) Férias de Inverno em Enchantia (PT)" "Holiday in Enchancia"                | Craig Gerber                    | 1 de dezembro de 2013   | 1.19                   |
| 24        | 24        | "Quatro é Demais (BR) Quatro é Uma Multidão (PT)" "Four's a Crowd"                                    | Elizabeth Keyishian             | 14 de fevereiro de 2014 | 2.43                   |

### 2ª Temporada (2014-15)
Em 5 de março de 2013, a série foi renovada para uma segunda temporada.
| # (série) | # (temp.) | Título | Escrito por                       | Exibição original                                                 | Código de produção | Audiência (em milhões) |
| --------- | --------- | --- | --------------------------------- | ----------------------------------------------------------------- | ------------------ | ---------------------- |
| 25        | 1         | " Duas Princesas e um Bebê (BR) Duas Princesas e um Bebé (PT)" "Two Princesses and a Baby"                    | Laurie Israel e Rachel Ruderman   | 7 de março de 2014 2014                                           | 201                | 1.91                   |
| 26        | 2         | "O Banquete Encantado (BR)" "The Enchanted Feast"                                                             | Craig Gerber e Michael G. Stern   | 4 de abril de 2014 2014                                           | 202                | 1.49                   |
| 27        | 3         | "A Coroa Voadora (BR)" "The Flying Crown"                                                                     | Erica Rothschild                  | 11 de abril de 2014 2014                                          | 203                | 1.44                   |
| 28        | 4         | "O Dia das Mães (BR)" "Mom's the Word"                                                                        | Michael G. Stern                  | 25 de abril de 2014 2014                                          | 204                | 1.92                   |
| 29        | 5         | "O Cavaleiro Silencioso (BR)" "The Silent Knight"                                                             | Laurie Israel e Rachel Ruderman   | 9 de maio de 2014 2014                                            | 205                | 1.62                   |
| 30        | 6         | "Feira de Ciência Encantada (BR)" "Enchanted Science Fair"                                                    | Carter Crocker e Erica Rothschild | 30 de maio de 2014 2014                                           | 206                | 2.28                   |
| 31        | 7         | "Rei por um Dia (BR)" "King for a Day"                                                                        | Dani Michaeli                     | 27 de junho de 2014 2014                                          | 208                | 2.32                   |
| 32        | 8         | "O Poço dos Desejos (BR)" "When You Wish Upon a Well"                                                         | Michael G. Stern                  | 11 de julho de 2014 2014                                          | 207                | 2.62                   |
| 33        | 9         | "As Engenhocas da Gwen (BR)" "Gizmo Gwen"                                                                     | Michael G. Stern                  | 25 de julho de 2014 2014                                          | 209                | ASA                    |
| 34        | 10        | "Sofia a Segunda (BR)" "Sofia the Second"                                                                     | Erica Rothschild                  | 1 de agosto de 2014 2014                                          | 210                | 2.49                   |
| 35        | 11        | "Campos Místicos (BR)" "Mystic Meadows"                                                                       | Michael G. Stern                  | 8 de agosto de 2014 2014                                          | 213                | 2.08                   |
| 36        | 12        | "Princesas ao Resgate (BR) Princesas ao Salvamento (PT)" "Princesses to the Rescue!"                          | Laurie Israel e Rachel Ruderman   | 15 de agosto de 2014 2014                                         | 212                | 2.48                   |
| 37        | 13        | "Festa Fantasma (BR)" "Ghostly Gala"                                                                          | Laurie Israel e Rachel Ruderman   | 3 de outubro de 2014 2014                                         | 211                | 1.49                   |
| 38        | 14        | "A Chave Esmeralda (BR)" "The Emerald Key"                                                                    | Laurie Israel e Rachel Ruderman   | 11 de outubro de 2014                                             | 215                | 2.38                   |
| 39        | 15        | "Animais de Estimação Revolvidos (BR)" "Scrambled Pets"                                                       | Erica Rothschild                  | 17 de outubro de 2014                                             | 214                | 1.44                   |
| 40        | 16        | "A Princesa Permanece na Foto (BR)" "The Princess Stays in the Picture"                                       | Krista Tucker                     | 24 de outubro de 2014                                             | 216                | 1.44                   |
| 41        | 17        | "Baileywick em Apuros (BR) Bailey-Oops (PT)" "Baileywhoops"                                                   | Michael G. Stern                  | 7 de novembro de 2014 8 de novembro de 2015                       | 219                | 1.72                   |
| 42        | 18        | "Princesinha Sofia O Feitiço da Princesa Ivy(BR) A Maldição da Princesa Ivy (PT)" "The Curse of Princess Ivy" | Craig Gerber e Erica Rothschild   | 23 de novembro de 2014                                            | 217/218            | 3.56                   |
| 43        | 19        | "Presente de Inverno (PT)/(BR)" "Winter's Gift"                                                               | Michael G. Stern                  | 12 de dezembro de 2014                                            | 222                | 1.66                   |
| 44        | 20        | "O Festival de Leafsong (BR)" "The Leafsong Festival"                                                         | Laurie Israel e Rachael Ruderman  | 16 de janeiro de 2015                                             | 220                | 1.41                   |
| 45        | 21        | "O Substituto do Cedric (BR)" "Substitute Cedric"                                                             | Krista Tucker                     | 20 de fevereiro de 2015                                           | 221                | 1.94                   |
| 46        | 22        | "Hora do Clover (BR)" "Clover Time"                                                                           | Laurie Israel e Rachel Ruderman   | 27 de março de 2015                                               | 224                | 1.60                   |
| 47        | 23        | "Dando Asas aos Sonhos (BR)" "In a Tizzy"                                                                     | Erica Rothschild                  | 27 de março de 2015                                               | 227                | 1.67                   |
| 48        | 24        | "A História de Dois Times (BR)" "A Tale of Two Teams"                                                         | Michael G. Stern                  | 27 de março de 2015 22 de novembro de 2015                        | 225                | 1.48                   |
| 49        | 25        | "A Menor Princesa (BR) A Princesa Mais Pequena (PT)" "The Littlest Princess"                                  | Laurie Israel e Rachel Ruderman   | 1 de julho de 2015 22 de novembro de 2015                         | 226                | 2.00                   |
| 50        | 26        | "Amber Amarelinha (BR) O Botão-De-Ouro da Amber (PT)" "Buttercup Amber"                                       | Michael G. Stern                  | 8 de julho de 2015                                                | 228                | 1.92                   |
| 51        | 27        | "Carol, a Arqueira (BR) Carol do Arco (PT)" "Carol of the Arrow"                                              | Krista Tucker                     | 15 de julho de 2015 15 de novembro de 2015                        | 229                | 1.77                   |
| 52        | 28        | "Clio, A Amiga (BR) Clio, a Ajudante (PT)" "Sidekick Clio"                                                    | Erica Rothschild                  | 22 de julho de 2015 26 de setembro de 2015 15 de novembro de 2015 | 230                | 1.73                   |

### 3ª Temporada (2015-17)
Em 8 de janeiro de 2014, a série foi renovada para uma terceira temporada.
| Episódio (série) | Episódio (temp.) | Título | Escrito por                     | Exibição original                                                   | Código de produção | Audiência (em milhões) |
| --- | ---------------- | --- | ------------------------------- | ------------------------------------------------------------------- | ------------------ | ---------------------- |
| 53 | 1                | "Rebeldia Indomável (BR)" "Cool Hand Fluke"                                                                        | Michael G. Stern                | 5 de agosto de 2015 04 de janeiro de 2016 2015                      | 301                | 1.55                   |
| A família real está tendo um piquenique em Merroway Cove e Sófia começa a ideia lançar uma festa para o tritão. Um merboy chamado Fluke fica com ciúmes de Sofia por receber tanta atenção por causa de seu heroísmo durante sua última visita. |                  | |                                 |                                                                     |                    |                        |
| 54 | 2                | "O Sumiço do Minimus (BR) O Minimus Desapareceu (PT)"                                                              | Erica Rothschild                | 12 de agosto de 2015 5 de abril de 2016 11 de agosto de 2015        | 302                | 1.64                   |
| 55 | 3                | "Cedric Seja Bom (BR)" "Cedric Be Good"                                                                            | Laurie Israel e Rachel Ruderman | 18 de setembro de 2015 14 de novembro de 2015 2015                  | 303                | 1.10                   |
| Cedric consegue finalmente roubar o amuleto de Sofia, trocando-o com um falso. Mas sempre que Cedric tenta usar seu poder para assumir o reino, ele o amaldiçoa de várias maneiras. Ele procura a ajuda de Sofia para se tornar uma boa pessoa quando ele descobre que as maldições só podem ser quebradas fazendo boas ações. |                  | |                                 |                                                                     |                    |                        |
| 56 | 4                | "Clube de Aventuras Para Princesas (BR)" "Princess Adventure Club"                                                 | Erica Rothschild                | 25 de setembro de 2015 06 de janeiro de 2016 2015                   | 304                | 1.33                   |
| Princesa Zooey está tendo dificuldade em fazer amigos quando ela vem para Royal Prep. Ela decide começar um Princess Adventure Club e convida as princesas a se juntar exceto Amber, que foi rude com ela em seu primeiro dia. |                  | |                                 |                                                                     |                    |                        |
| 57 | 5                | "Cuidando Da Mansão (BR)" "Minding the Manor"                                                                      | Krista Tucker                   | 2 de outubro de 2015 20 de novembro de 2015 2015                    | 305                | 1.49                   |
| Sofia visita a casa de tia Tilly para ajudá-la a preparar-se para a festa no jardim. Enquanto a tia Tilly está recebendo comida para a festa, Sofia é deixada para vigiar a casa e prepará-la para a festa no jardim. No entanto, revela-se difícil de manter quando três Gargolas incomodam executar amok. Participação: Bonnie Hunt como Tia Tilly |                  | |                                 |                                                                     |                    |                        |
| 58 | 6                | "A Biblioteca Secreta (BR) Biblioteca Secreta (PT)" "The Secret Library"                                           | Craig Gerber                    | 12 de outubro de 2015 30 de novembro de 2015 29 de novembro de 2015 | 306                | 2.03                   |
| Quando a tia Tilly de Sofia visita Enchancia, ela dá a Sofia um livro especial que a guia a uma biblioteca secreta escondida no castelo. A biblioteca está cheia de centenas de livros inacabados, e Sófia é a única que pode dar a cada história um final feliz. Sofia escolhe a história do irmão de Minimus, Mazzimo, que foi capturado pelo arrogante e ganancioso príncipe Roderick de Borrea. É com Sofia e Minimus para resgatar Mazzimo e conceder-lhe o seu único desejo: ser livre. Participação da Princesa da Disney: Merida de Valente Disney/Pixar Participação: Bonnie Hunt as Tia Tilly |                  | |                                 |                                                                     |                    |                        |
| 59 | 7                | "Gênio Novo no Pedaço (BR)" "New Genie on the Block"                                                               | Krista Tucker                   | 16 de outubro de 2015 5 de maio de 2016                             | 307                | 1.52                   |
| A caminho de Tangu para encontrar-se com o príncipe Zandar, Sofia acidentalmente convoca um gênio de criança chamado Kazeem, que corre solta, concedendo desejos para muitas pessoas que ele encontra no reino. Com a ajuda de Genie Patrol Fizz, ele e Sofia estão na trilha de Kazeem. |                  | |                                 |                                                                     |                    |                        |
| 60 | 8                | "A Fliegel Aterrissou (BR)" "The Fliegel Has Landed"                                                               | Michael G. Stern                | 23 de outubro de 2015 6 de maio de 2016 2017                        | 308                | 1.26                   |
| Quando um fliegel chamado Grotta começa a escolher o amigo Gnarly de Sofia, ela tenta ensiná-lo a defender-se. |                  | |                                 |                                                                     |                    |                        |
| 61 | 9                | "A Princesa do Balé (BR)" "The Princess Ballet"                                                                    | Laurel Israel & Rachel Ruderman | 1 de novembro de 2015 7 de maio de 2016 2017                        | 309                | 2.40                   |
| A princesa Kari é revelada ser a princesa a mais realizada no Royal Prep. Ela, Amber e Sofia se voluntariam para a parte de balé da noite de artes da escola. Determinada a ser perfeita como sua mãe, que era uma prima bailarina quando ela era estudante na Royal Prep, Kari luta pela perfeição na dança. Participação: Kiara Muhammad como Princesa Kari |                  | |                                 |                                                                     |                    |                        |
| 62 | 10               | "Os Gnomos Atacam Novamente (BR)" "All the Sprite Moves"                                                           | Erica Rothschild                | 6 de novembro de 2015 14 de janeiro de 2016 2017                    | 310                | 1.45                   |
| Não querendo mover-se de seu castelo velho Vivian engana seus pais em pensar que seu castelo novo é assombrado com pouca ajuda dos amigos sprite pequeninos de Sófia. Enquanto isso, Clover come uma encantadora Like Berry no jardim encantado do novo castelo e cai sobre os calcanhares para Crackle, que começa a arrastá-la para fora. |                  | |                                 |                                                                     |                    |                        |
| 63 | 11               | "Sofia em Elvenmoor (BR)" "Sofia in Elvenmoor"                                                                     | Krista Tucker                   | 13 de novembro de 2015 15 de abril de 2016 2016                     | 311                | 1.06                   |
| Enquanto seu pai está ocupado com a tripulação da estrada real no Whispering Woods, Sofia e Clover descobrir uma árvore de prata que os leva a uma terra secreta habitada por elfos. Mas a tripulação da estrada real quer limpar o caminho cortando a árvore de prata. Se isso acontecer, a porta para Elvenmoor será fechada para sempre. |                  | |                                 |                                                                     |                    |                        |
| 64 | 12               | "Lani, a Tempestuosa (BR)" "Stormy Lani"                                                                           | Allen J. Zipper                 | 20 de novembro de 2015 20 de novembro de 2016 2016                  | 312                | 1.07                   |
| A princesa Lani controla o clima de seu reino com seu humor, mas quando ela perde a paciência durante uma busca, ela perde o controle de seus poderes. Sofia deve ensiná-la a controlar seu temperamento, a fim de cumprir o legado de sua família. |                  | |                                 |                                                                     |                    |                        |
| 65 | 13               | "O Príncipe dos Patins (BR)" "Lord of the Rink"                                                                    | Allen J. Zipper                 | 4 de dezembro de 2015 19 de abril de 2016 2016                      | 313                | 1.07                   |
| Príncipe Hugo é mostrado para ser um dançarino de gelo muito talentoso. Depois de ver Sofia ter dificuldade em aprender a dança de gelo, Hugo se junta a sua aula de dança de gelo, para ajudá-la. Mas Hugo encontra-se recebendo borboletas em sua barriga porque seu pai e amigos acho que a dança de gelo é um esporte feminino. O pai de Hugo acha que é hora de passar mais tempo com seu filho, então ele se torna o novo assistente técnico da equipe de hóquei. Isso representa um problema, já que a aula de dança no gelo acontece ao mesmo tempo que a prática de hóquei. Sofia ensina Hugo a ouvir seu coração. |                  | |                                 |                                                                     |                    |                        |
| 66 | 14               | "A Biblioteca Secreta: Olaf, e o Conto da Fada Ortiga (BR)" "The Secret Library: Olaf and the Tale of Miss Nettle" | Rachel Ruderman e Craig Gerber  | 4 de março de 2016 23 de dezembro de 2016 2016                      | 314                | 1.07                   |
| Sofia é convocada pela biblioteca secreta e The Tale of Miss Nettle é selecionada, revelando que o velho inimigo de Sofia está levando os snowdrops prezado do reino de Hildegard de Freezenburg, que vai arruinar o Festival de Flor de Inverno. Ao tentar parar a Srta. Nettle, Sofia é pulverizada com os Crystals Loucos da fada, o que faz com que seu amuleto fique errado: ela não pode mais entender animais, e em vez de uma princesa, Olaf o boneco de neve é convocado para ajudá-la a resolver as coisas. Participação: Josh Gad como Olaf |                  | |                                 |                                                                     |                    |                        |
| 67 | 15               | "E a Varinha Levou (BR)" "Gone With the Wand"                                                                      | Rachel Ruderman e Craig Gerber  | 4 de março de 2016 4 de março de 2016 2016                          | 315                | 1.07                   |
| Depois de vencer um concurso, Sofia convida Cedric e sua sobrinha Calista para ir visitar seu herói, Merlin o feiticeiro. Durante a visita, Calista pega a varinha de garras de dragão de Merlim fora de sua torre, permitindo que a inimiga de Merlín, Morgana, seja a feiticeira. Merlin, Sofia, Calista e Cedric devem pegar a varinha de volta antes de Morgana encontrar uma maneira de desbloquear o seu poder. Participação: Jeff Bennett como Merlin |                  | |                                 |                                                                     |                    |                        |
| 68 | 16               | "Dragãozinho Danado (BR)" "Bad Little Dragon"                                                                      | Vivien Mejia                    | 11 de março de 2016 27 de abril de 2016 2016                        | 316                | 1.21                   |
| Sofia e Vivian tomam um dragão do bebê em seu cuidado, nomeando-o Crispy, e Crackle sente ignorado. Mas ela logo descobre que Crispy não está apenas crescido, mas também um ladrão planeja roubar Zumaria Castle's Jewel Room. |                  | |                                 |                                                                     |                    |                        |
| 69 | 17               | "Vossa Espiã Real (BR)" "Her Royal Spyness"                                                                        | Laurie Israel                   | 8 de abril de 2016 11 de maio de 2016 2016                          | 321                | 1.27                   |
| Quando Amber espia pessoas com seu telescópio, Sofia e Sofia acreditam que sua mãe foi seqüestrada por uma criatura mística. |                  | |                                 |                                                                     |                    |                        |
| 70 | 18               | "O Melhor no Show Aéreo (BR)" "Best in Air Show"                                                                   | Erica Rothschild                | 6 de maio de 2016 17 de setembro de 2016 2016                       | 320                | TBA                    |
| Vem visitar Enchancia e Sófia ajuda Minimus a reunir a confiança para executar uma rotina stunt arrojada no show de seus pais cavalo de vôo. |                  | |                                 |                                                                     |                    |                        |
| 71 | 19               | "Dia dos Pais e Filhas (BR)" "Dads and Daughters Day"                                                              | Laurie Israel & Rachel Ruderman | 17 de junho de 2016 14 de setembro de 2016 2016                     | 304                | TBA                    |
| Com as princesas na preparação real estão ansiosas para sua visita de pais e filhas próximos do Parque de animais Enchanted. Mas a princesa Hildegard diz a Sofia que o Rei Roland não é seu verdadeiro pai, o que magoa seus sentimentos. Durante a viagem, Sofia ainda está ferida pelo que disse Hildegard, e ela não se sente melhor como Amber e Roland se divertir juntos e lembrar suas viagens de campo passado. Ela pensa que ela não pertence desde que Roland é seu padrasto. |                  | |                                 |                                                                     |                    |                        |
| 72 | 20               | "A Fábula do Nobre Cavaleiro (BR)" "The Tale of the Noble Knight"                                                  | Laurie Israel & Rachel Ruderman | 1 de julho de 2016 9 de junho de 2017 2016                          | 323                | TBA                    |
| Quando Sofia visita a Biblioteca Secreta, ela aprende The Tale of a Noble Knight procurando o Ice Fire Shield. Mas há dois cavaleiros procurando o escudo, e Sofia não sabe quem é o verdadeiro Cavaleiro Nobre. |                  | |                                 |                                                                     |                    |                        |
| 73 | 21               | "A Pipa de Bambu (BR)" "The Bamboo Kite"                                                                           | Craig Carlisle                  | 8 de julho de 2016 10 de maio de 2016 2017                          | 325                | TBA                    |
| Sofia visita o reino de Wei Ling para assistir ao Festival de Papagaios, onde Jun tem a honra de lançar a primeira pipa este ano. |                  | |                                 |                                                                     |                    |                        |
| 74 | 22               | "A Bela é a Fera (BR)" "Beauty is the Beast"                                                                       | Erica Rothschild                | 12 de agosto de 2016 26 de abril de 2016 2017                       | 322                | TBA                    |
| O amuleto de Sofia convida-a a ajudar outra princesa, a princesa Charlotte de Isleworth, que foi amaldiçoada por uma feiticeira e se transformou em uma fera! Participação: Andrew Rannells como Morris |                  | |                                 |                                                                     |                    |                        |
| 75 | 23               | "Dia do Caldeirão (BR)" "Cauldronation Day"                                                                        | Jamie Mitchell                  | 7 de outubro de 2016 20 de junho de 2016 2016                       | 327                | TBA                    |
| Os amigos bruxos de Lucinda, Lily a Boa Bruxa e Indigo a Bruxa Má estão ansiosos para se tornar sua Bruxa de Honra para o Dia do Caldeirão, então é a Sofia que os mantém em linha. |                  | |                                 |                                                                     |                    |                        |
| 76 | 24               | "Acampamento Madeira Seca (BR)" "Camp Wilderwood"                                                                  | Michael G. Stern                | 28 de outubro de 2016 13 de maio de 2017 2016                       | 327                | TBA                    |
| O rei Roland e a rainha Miranda enviam Sofia, James e Amber ao acampamento Madeira Seca, um acampamento encantado onde seus acampantes o exploram através de atividades mágicas. Ao mesmo tempo, eles se encontram novamente com o bruxo travesso Wendell Fidget, que é enviado ao acampamento como castigo por suas máscaras passadas. Sofia está se divertindo, mas Amber e James não estão tendo sorte. Amber não sabe fazer amigos sozinha, e James foi pego de pé na hera com coceira, então ninguém quer estar perto dele. Quando James se torna amigos com Wendell para uma competição inter-camp contra os Cavaleiros Júnior na corrida de bandeira anual, eles conspiram para construir uma balsa para escapar. Sofia sugere que sua nova amiga, Mandy, se associe com Amber, mas depois não encontrar nenhum parceiro para si mesma, forma um trio com eles para construir um barco. |                  | |                                 |                                                                     |                    |                        |
| 77 | 25               | "Férias Reais (BR)" "Royal Vacation"                                                                               | Laurie Israel                   | 11 de novembro de 2016 20 de maio de 2017 2016                      | 328                | TBA                    |
| Roland, Amber e James estão tão ocupados (Roland projetando castelos, Amber classificando roupas, James brincando com brinquedos de soldados) que eles não dão tempo para Miranda e Sofia. Miranda planeja umas férias em família que acabam sendo um desastre. Sua bagagem cai ao longo do caminho para ver flying elefantes, e seu guia fabuloso Freddy envia uma observação dizendo que estão doentes. |                  | |                                 |                                                                     |                    |                        |
| 78 | 26               | "Hexley Hall (BR)" "Hexley Hall"                                                                                   | Rachel Ruderman                 | 6 de janeiro de 2017 14 de maio de 2017 2017                        | 326                | 0.81                   |
| Sófia descobre que seu amuleto já não funciona como fez desde que ela libertou a Princesa Elena dela. Além de virar de púrpura para rosa, agora ela obedece diretamente ao invés de precisar de permissão de Elena. Ela descobre isso depois que ele concede seu desejo de se tornar um coelho com como Clover, e mudar de volta. Como Cedric pesquisa, Sofia chides Wormwood para insultá-lo. Cedric leva Sofia para Hexley Hall, sua alma mater, para pesquisar mais em sua biblioteca expansiva. Eles são recebidos pelo velho professor de Cedric, Grimtrix, o Bom. Enquanto Sofia sabia que o amuleto foi feito na antiga civilização de Maru, eles descobrem que os maruvianos criaram uma variedade numerosa de objetos mágicos. Falhando em se tornar um elefante, Sofia se torna um corvo olhando para Wormwood, aprendendo que ela deve ver o animal. Cedric derrama uma poção em Wormwood que permite que Cedric compreenda Wormwood. Wormwood se reúne com seus antigos colegas de classe familiares: Wriggles (Grimtrix doninha) e Pumpkin (um gato masculino) e Chester (um bulldog) que se gabam de seus mestres. Nota: Este episódio foi distribuído antes do previsto e equivocadamente atribuído o número e o resumo do Acampamento Madeira Seca. Ocorre após o evento especial do filme Elena and the Secret of Avalor. |                  | |                                 |                                                                     |                    |                        |
| 79 | 27               | "A Princesa Prodígio (BR)" "The Princess Prodigy"                                                                  | Rachel Ruderman                 | 6 de janeiro de 2017 14 de maio de 2017 2017                        | 327                | 1.27                   |
| Depois de uma competição de música da escola, prodigiosa música instrutor Baron Von Rocha vê potencial na habilidade da princesa Vivian na música. Quando ela é oferecida aprendizado para aperfeiçoar suas habilidades e permite Sofia e seus amigos participar, Vivian começa a mostrar negligência de suas responsabilidades que seus amigos deixam de protesto. Mais problemas ocorrem quando descobriu que Von Rocha procura o talento de Vivian roubando-o para si mesmo com magia. |                  | |                                 |                                                                     |                    |                        |
| 80 | 28               | "Nem Tudo Está nos Livros (BR)" "One for the Books"                                                                | Erica Rothschild                | 31 de março de 2017 27 de maio de 2017 2017                         | 328                | 1.13                   |
| Um novo ano escolar começa para Sofia e seus colegas, e quando ela percebe que seu colega Desmond tem dificuldades, ela o ajuda a se dar bem. |                  | |                                 |                                                                     |                    |                        |

### 4ª Temporada (2017-18)
Em 14 de abril de 2015, a série foi renovada para uma quarta e última temporada.
| Episódio (série) | Episódio (temp.) | Título | Escrito por                       | Exibição original                                             | Código de produção | Audiência (em milhões) |
| --- | ---------------- | --- | --------------------------------- | ------------------------------------------------------------- | ------------------ | ---------------------- |
| 84 | 1                | "Dia dos Feiticeiros (PT/BR)" "Day of the Sorcerers" | Laurie Israel                     | 28 de abril de 2017 12 de setembro de 2017 7 de julho de 2017 | 401                | 0.76                   |
| Uma reunião secreta com seus companheiros feiticeiros força Cedric para escolher entre o seu longo desejo de aproveitar o trono Enchancian e sua amizade com Sofia. |                  | |                                   |                                                               |                    |                        |
| 85 | 2                | "A Biblioteca Secreta: O Conto da Tocha Eterna (PT) A Biblioteca Secreta: A Fábula da Tocha Eterna (BR)" "The Secret Library: Tale of the Eternal Torch" | Don Gillies                       | 5 de maio de 2017 13 de setembro de 2017 14 de julho de 2017  | 402                | 0.77                   |
| A biblioteca secreta envia Sofia em uma missão para ajudar os dragões do Blazing Palisades defender sua casa contra serpentes do mar invasoras.                     |                  | |                                   |                                                               |                    |                        |
| 86 | 3                | "A Coroa de Flores (PT/BR)" "The Crown of Blossoms" | Craig Carlisle                    | 12 de maio de 2017 14 de setembro de 2017 21 de julho de 2017 | 403                | 0.76                   |
| Dois gnomos chegam em Enchancia para recuperar sua coroa perdida de flores, que foi dada a Sofia para vestir durante o festival de plantação anual do reino.        |                  | |                                   |                                                               |                    |                        |
| 87 | 4                | "Põe as Culpas no Génio (PT) Coloque a Culpa no Gênio (BR)" "Pin the Blame on the Genie"                                                                 | Matt Hoverman                     | 19 de maio de 2017 15 de setembro de 2017 28 de julho de 2017 | 404                | 0.86                   |
| Depois de Kazeem o genio é acusado de causar estragos em Tangu, Sofia começa a provar a sua inocência.                                                              |                  | |                                   |                                                               |                    |                        |
| 88 | 5                | "As Ilhas Místicas (BR)" "The Mystic Isles" | Laurie Israel & Rachel Ruderman   | 24 de junho de 2017 12 de agosto de 2017                      | 405                | 1.34                   |
| 89 | 6                | "As Ilhas Místicas: A Princesa e a Protetora (BR)" "The Mystic Isles: The Princess and the Protector"                                                    | Craig Carlisle & Laurie Israel    | 30 de junho de 2017 18 de agosto de 2017                      | 406                | 1.16                   |
| 90 | 7                | "O Dragão da Realeza (BR)" "The Royal Dragon" | Rachel Ruderman                   | 21 de julho de 2017 25 de agosto de 2017                      | 407                | 1.13                   |
| 91 | 8                | "As Ilhas Místicas: A Égua da Névoa (BR)" "The Mystic Isles: The Mare of the Mist"                                                                       | Craig Carlisle                    | 4 de agosto de 2017 1 de setembro de 2017                     | 408                | 0.98                   |
| 92 | 9                | "O Espelho de Olhar o Passado (BR)" "Through the Looking Back Glass"                                                                                     | Rachel Ruderman                   | 18 de agosto de 2017 5 de março de 2018                       | 409                | 0.77                   |
| 93 | 10               | "A Princesa Jade (PT/BR)" "Princess Jade" | Matt Hoverman                     | 1 de setembro de 2017 6 de março de 2018                      | 410                | 0.63                   |
| 94 | 11               | "As Verdadeiras Cores da Ivy (BR)" "Ivy's True Colors"                                                                                                   | Craig Carlisle                    | 29 de setembro de 2017 8 de março de 2018                     | 411                | 0.61                   |
| 95 | 12               | "Fofa Demais para Assustar (BR)" "Too Cute to Spook" | Laurie Israel                     | 13 de outubro de 2017 24 de outubro de 2017                   | 412                | 0.74                   |
| 96 | 13               | "Pirateadas (BR)" "Pirated Away" | Tom Rogers                        | 20 de outubro de 2017 11 de março de 2018                     | 413                | 0.64                   |
| 97 | 14               | "As Ilhas Místicas: O Olho do Falcão (BR)" "The Mystic Isles: The Falcon's Eye"                                                                          | Rachel Ruderman                   | 27 de outubro de 2017 9 de março de 2018                      | 414                | 0.60                   |
| 98 | 15               | "As Ilhas Místicas: O Grande Fingidor (BR)" "The Mystic Isles: The Great Pretender"                                                                      | Laurie Israel                     | 3 de novembro de 2017 7 de março de 2018                      | 415                | 0.59                   |
| 99 | 16               | "As Ilhas Místicas: Um Wassalia muito Místico (BR)" "The Mystic Isles: A Very Mystic Wassalia"                                                           | Matt Hoverman                     | 1 de dezembro de 2017 24 de dezembro de 2017                  | 416                | 0.75                   |
| 100 | 17               | "O Desejo de Aniversário (BR)" "The Birthday Wish" | Matt Hoverman                     | 5 de janeiro de 2018 1 de maio de 2018                        | 417                | 0.86                   |
| 101 | 18               | "Confiamos em Cedric (BR)" "In Cedric We Trust" | Laurie Israel                     | 26 de janeiro de 2018 1 de maio de 2018                       | 418                | 0.60                   |
| 102 | 19               | "As Ilhas Místicas: Um Herói para as Hoodwinks (BR)" "The Mystic Isles: A Hero for the Hoodwinks"                                                        | Craig Carlisle                    | 16 de fevereiro de 2018 1 de maio de 2018                     | 419                | 0.64                   |
| 103 | 20               | "As Ilhas Místicas: Fadas Disfarçadas (BR)" "The Mystic Isles: Undercover Fairies"                                                                       | Matt Hoverman                     | 2 de março de 2018 1 de maio de 2018                          | 420                | 0.51                   |
| 104 | 21               | "O Casamento Real (BR)" "A Royal Wedding" | Rachel Ruderman                   | 14 de maio de 2018 2 de setembro de 2018                      | 421                | N/A                    |
| 105 | 22               | "A Feira Real das Escolas (BR)" "The Royal School Fair"                                                                                                  | Eva Konstantopoulos               | 15 de maio de 2018 9 de setembro de 2018                      | 422                | N/A                    |
| 106 | 23               | "A Pirâmide Perdida (BR)" "The Lost Pyramid" | Matt Hoverman                     | 16 de maio de 2018 16 de setembro de 2018                     | 423                | N/A                    |
| 107 | 24               | "Retorno à Enseada Merroway (BR)" "Return to Merroway Cove"                                                                                              | Craig Carlisle                    | 17 de maio de 2018 23 de setembro de 2018                     | 424                | N/A                    |
| 108 | 25               | "A Questão das Elfas (BR)" "The Elf Situation" | Craig Carlisle                    | 18 de maio de 2018 30 de setembro de 2018                     | 425                | N/A                    |
| 109 | 26               | "Princesinha Sofia: Princesa para Sempre (BR)" "Sofia The First: Forever Royal"                                                                          | Craig Carlisle e Michael G. Stern | 8 de setembro de 2018 25 de novembro de 2018                  | 426-427            | N/A                    |